# Schlacht bei Orthez
Die Schlacht bei Orthez war eine der letzten Kampfhandlungen des Spanischen Unabhängigkeitskrieges, sie fand am 27. Februar 1814 bereits auf französischem Boden statt. Kommandeure waren der Maréchal Nicolas Jean-de-Dieu Soult auf französischer und der Feldmarschall Arthur Wellesley, 1. Duke of Wellington auf alliierter Seite.

## Hintergründe
Nach den Gefechten, die 1813 bei Bayonne stattgefunden hatten, zogen sich die Armeen in ihre Winterquartiere zurück und unternahmen nichts bis zum Februar 1814, als sich Wellington entschloss, Soult in seinen Stellungen bei Bayonne zu überrumpeln.
Am 14. Februar überquerte die Division Hill die Nive und zwang die Franzosen, sich nach Norden auf Saint-Palais zurückzuziehen. Der Général Harispe ließ zunächst eine Garnison in Saint-Jean-Pied-de-Port zurück, die jedoch von den Spaniern unter dem Kommando von General Espoz y Mina bedrängt wurde. Da er nicht energisch genug vorging, konnten die Franzosen über die Bidassoa entkommen.

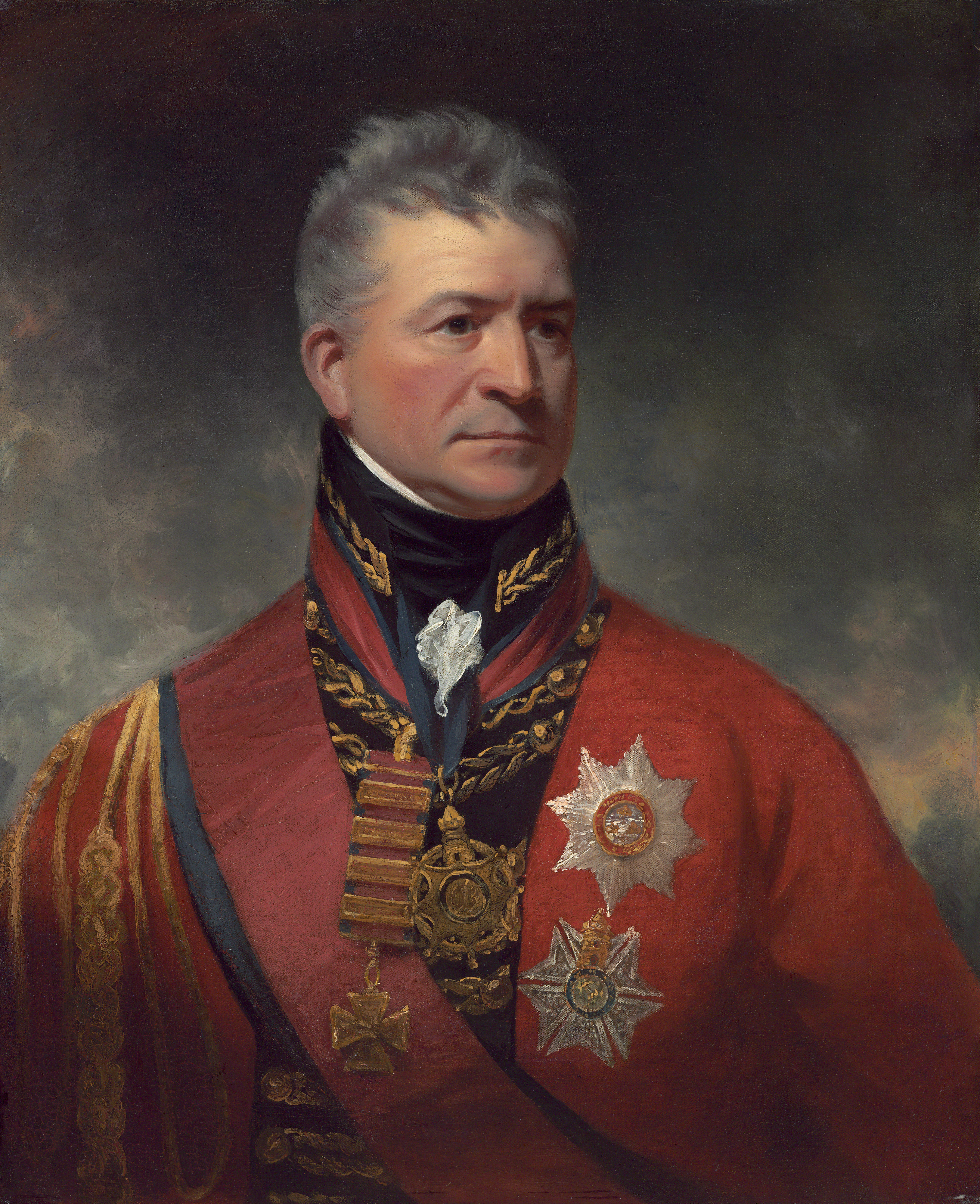
General Sir Thomas Picton, Kommandeur der 3. Division

Am 23. Februar gegen 01:00 Uhr setzte sich der linke britische Flügel auf Bayonne in Bewegung und drängte die französischen Vorposten aus ihren Stellungen. Vor den Augen der Franzosen wurde die Adour mit einer Flottille von Booten überquert. Das genaue Deckungsfeuer der britischen Artillerie verhinderte, dass die Franzosen effektiven Widerstand gegen den Übergang leisteten. Der Übergang über die Adour war am nächsten Tag gegen Abend durchgeführt.
Am 26. Februar wurde südlich der Stadt eine Brücke geschlagen, welche den Briten den Weg nach Bordeaux öffnete. Am Abend des 27. Februar begann General John Rope mit den Truppen des linken alliierten Flügels die Belagerung von Bayonne.
Während dieser Zeit überquerte des Gros der Truppen von Wellington die Gave d’Oloron an mehreren Stellen. An der Mündung des Gave d’Oléron in den Gave de Pau wurden die Franzosen über die Brücke von Peyrehorade zurückgedrängt, gegen den Beschuss aus dem Schloss Montréal, das mit zwei massiven Rundtürmen versehen, die Brücke deckte. Das Corps von Soult sah sich in Gefahr, nach Bayonne abgedrängt zu werden und die Straße nach Bordeaux für die Briten zu öffnen. Soult verharrte einige Zeit in Saint-Boès, einem Dorf auf einem Bergrücken über der wichtigen Straße nach Dax. Die ganze Gegend ist stark hügelig, auch Orthez liegt auf einem solchen, steil aufragenden Bergrücken.
Der rechte Flügel der Franzosen lehnte sich links an die Ortschaft Saint-Boès an und wurde von Général Reille kommandiert. Ihm unterstanden die Divisionen Taupin, Roquet und Pain. Daran schloss sich das Zentrum des Général Comte d’Erlon an, unter dessen Kommando die Divisionen des Comte de Foy und des Comte de d'Armagnac standen. Von diesen Truppen wurde die Straße nach Peyrehorade kontrolliert. Dahinter war die Division Villatte postiert, die mit dem Gros der Kavallerie die Reserve bildete und je nach Bedarf die einzelnen Abschnitte verstärken sollte. Der Général Harispe schließlich bildete mit seiner Division den linken Flügel und stütze sich auf Orthez, das von ihm besetzt war, und dessen Brücke über die Gave de Pau er zu sperren hatte. Dazu standen ihm 12 Kanonen zur Verfügung. 12 weitere Kanonen befanden sich im Zentrum, von wo aus sie auch die Positionen vor Saint-Boès bestreichen konnten. 16 weitere Kanonen wurden an der Straße nach Dax in Reserve gehalten.
Am Morgen des 27. Februar erkundete Wellington über eine Stunde lang das Gelände und die französische Aufstellung.

## Die Schlacht
Um 09:00 Uhr befahl Wellington den Angriff. Die 3. und die 6. Division gingen mit Schwung gegen die von Foy's 1. Division gehaltenen Hügel an, begann sich jedoch wegen der zu überwindenden Steilhänge rasch zu verlangsamen. Vor Saint-Boès setzte sich die 4. Division mit den Brigaden Ross und Vasconcellos in Bewegung, stieß durch unbesetztes Gelände vor und begann, die rechte Flanke von Soult zu bedrohen. Hier kam es zu erbitterten Bajonettkämpfen. Ross griff insgesamt fünfmal an und wurde fünfmal zurückgeworfen, was auch auf das flankierende Feuer der französischen Geschütze aus dem Zentrum zurückzuführen war. Die Angelegenheit konnte für die Franzosen erst bereinigt werden, nachdem die „Division Taupin“ zur Unterstützung angerückt war. Cole musste sich daraufhin nach unterhalb Saint-Boès zurückziehen, wobei er tödlich verwundet wurde. Ein von Picton gleichzeitig durchgeführter Angriff auf das Zentrum wurde von Foy abgewiesen.

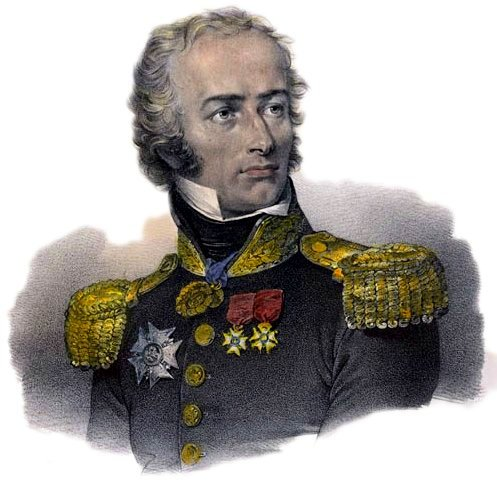
Général Foy. Kommandeur der 1^{er} division

Inzwischen waren drei Stunden vergangen. Wellington bemerkte die prekäre Situation seiner Truppen vor Saint-Boès und änderte seinen Plan. Er befahl die Brigade Anson aus der Reserve zur Unterstützung von Ross, zog die 7. Division zurück und beorderte das Kavallerieregiment Vivian in Richtung auf die Straße nach Dax, um die dortigen Verbände zu unterstützen. Gleichzeitig befahl er der 3. und 6. Division den französischen linken Flügel anzugreifen. Endlich befahl er Colborne, der die „Oxford Light Infantry“ (52nd Regiment of Foot) führte, seine Stellung zu verlassen und die französische Flanke, die die britischen Stellungen bei Saint-Boès bedrohte, zurückzuwerfen. Die Männer des 52nd Regiment durchquerten im französischen Feuer sumpfiges Gelände und stürzten sich auf die Truppe von Foy und Taupin, rieben ein französisches Bataillon auf und brachten Verwirrung unter die französische Führung. Bei dieser Attacke wurde der General Béchaud getötet und der General Foy schwer verwundet. Das Chaos unter den französischen Truppen übertrug sich auf die Verbände von General Reille, welche begannen, sich auf rückwärtige Positionen zurückzuziehen.
Hinter Saint-Boès war jetzt eine Lücke entstanden, die Wellington ausnutzte, um seine 4. und 7. Division sowie das Kavallerieregiment Vivien mit zwei Artilleriebataillonen dorthin zu verschieben. Auf der anderen Höhe gelang es der 3. und 4. Division gegen die „Division Darmanac“ Geländegewinne zu erzielen. Die Briten postierten auf einer Anhöhe eine Artilleriebatterie, die die dichtgedrängten französischen Reihen unter Beschuss nahm. Eine Escadron Chasseurs à cheval, die mit gezogenem Säbel diese Batterie angriff, kam von der Richtung ab und geriet in eine Schlucht ohne Ausgang, in der sie von der britischen Artillerie zusammengeschossen wurden. Die 3. und die 7. Division bildeten nun eine Front mit zwei Flügeln. Soult konzentrierte seine Kräfte auf den Höhen an der Straße nach Dax und versuchte mit den Divisionen Pain, Roquet, Taupin und d'Armagnac die zurückflutenden Truppen der Division Foy aufzuhalten. Allerdings hatte sich durch die Planänderung Wellingtons die Lage dahingehend verändert, dass der Division Hill mit 12.000 Mann befohlen wurde, die Gave zu überqueren, und die Bedrohung der eigenen 6. Division zu verhindern. Außerdem sollte der Schwung ausgenützt werden, um eine letzte Attacke durchzuführen und den Sieg zu erringen.
Das Korps Hill überquerte die Gave, besetzte die Höhen auf der gegenüberliegenden Seite und blockierte dort jede Möglichkeit des französischen Rückzugs auf der Straße nach Pau.
Soult erkannte seine prekäre Situation und befahl den allgemeinen Rückzug. Dieser war allerdings schon allein wegen der Schwierigkeiten des Geländes nicht unproblematisch. Der Rückzug der Franzosen vollzog sich langsam, Schritt für Schritt und brachte beiden Seiten große Verluste.
Hill, der den Rückzug der Franzosen vorhergesehen hatte, bewegte seine Division schnell auf die Hügel, die der französischen Absetzbewegung gegenüberlagen. Dadurch gerieten die Franzosen in die Gefahr abgeschnitten zu werden. Der geordnete Rückzug verwandelte sich zur Konfusion. Hill stieß mit Macht in die weichenden Kolonnen, woraufhin die Franzosen in alle Richtungen zu entkommen suchten. Teile wandten sich zur Gave, andere nach Norden in Richtung Sault-de-Navailles
Gegen 15:00 Uhr macht sich die britische Kavallerie an die Verfolgung der Fliehenden. Das „7th (The Queen’s Own) Regiment of Hussars“ griff die Flanken von Harispes Kolonne an, ritt 300 Soldaten nieder, woraufhin weitere 2000 Mann die Waffen niederlegten. Das Regiment nahm in der Nähe von Sault de Navailles weitere 17 Offiziere und 700 Soldaten gefangen. Die Verfolgung zog sich bis zum Fluss Luy de Béarn, etwa sieben Kilometer vom Schlachtfeld entfernt.
Donaldson bemerkte dazu:

„Es gibt so viele Soldaten, die ihre Waffen niederlegen, dass es schwierig ist ein Durchkommen zu finden.“

Bei Einbruch der Nacht war es jedoch der Masse von Soults Truppen gelungen, den Luy de Bearn zu passieren. Wellington war zwischenzeitlich von einer Musketenkugel am Gesäß verwundet worden. Soult setzte seinen Rückzug die ganze Nacht über bis nach Saint-Sever fort und zerstörte alle Brücken hinter sich.
Am folgenden Tag setzte Wellington die Verfolgung mit drei Kolonnen fort. Soult bewegte sich mit den ihm verbliebenen Truppen, den Versorgungskolonnen und seiner Artillerie nach Norden zum Adour. Sie überquerte den Fluss in Saint-Server und zerstörten die Brücke.

## Fortsetzung der Schlacht
Wellington schickte Hill jetzt los und gab ihm die Order mit, die anderen französischen Korps einzufangen oder zu vernichten. Hill erschien am 2. März um 03:00 Uhr morgens vor Aire-sur-l’Adour mit zwei Infanteriedivisionen, einer Kavalleriebrigade und einer Abteilung berittener Artillerie.
Clauzel hatte seine Truppen zum Stehen gebracht und erwartete mit den Divisionen von Villate, Harispe und einer Anzahl Kanonen die Verfolger. Seine Position lag auf einer steil ansteigenden Höhe, zu seiner Linken lag eine freie Fläche, die von der Straße nach Pau durchschnitten war, zu seiner Rechten verhinderte eine Schlucht jegliche Bewegung in dieser Richtung.
William Stewart, auch bekannt unter dem Spitznamen „Old Grog Willie“, weil er an seine Soldaten auf dem Marsch oftmals Rum verteilen ließ, begann einen Angriff auf die linke Flanke der Franzosen. Eine portugiesische Brigade unter dem Kommando von Da Costa attackierte das Zentrum. Während Steward Fortschritte machte, wurden die Portugiesen mit dem Bajonett abgewehrt. Daraufhin schickte Stewart das 50. Regiment und die 92. Highlander zur Verstärkung. Der erneute Angriff warf die Franzosen auf ihre Reserven zurück. Harispe wurde auf den Fluss zurückgedrängt, Lees und Vilatte zogen sich durch Aire zurück, das anschließend von Colonel Cameron und seinen Highlandern eingenommen wurde. Die beiden französischen Generäle Dauture und Gasquet waren verwundet. Die Truppe von Harispe warf ihre Gewehre weg und löste sich auf. Die Kanonen und der Artilleriepark fielen Hill in die Hände.
Für sein tapferes Verhalten und die Disziplin seiner Soldaten nach der Einnahme von Aire wurde Colonel John Cameron vom König geehrt.
Die Armee des Maréchal Soult war in der Schlacht bei Orthez und in der Verfolgung bei Aire geschlagen worden, seine Offiziere hatten in die Führung kein Vertrauen mehr, die Wehrpflichtigen waren davongelaufen, die Veteranen der Armee in alle Winde zerstreut, ein Großteil der Kanonen und die Vorräte in die Hände der Feinde gefallen.
Die Verluste betrugen bei den Franzosen 2472 Gefallene und Verwundete, sowie 1346 Gefangene, auf alliierter Seite waren 1941 Gefallene und Verwundete, sowie 79 Gefangene zu verzeichnen.
Am 12. März 1814 zogen der Marschall Beresford und der Herzog d’Angoulême an der Spitze der britischen 4. und 7. Division in Bordeaux ein. Sie wurden von den Bürgern freudig begrüßt, die enthusiastisch die Trikolore gegen die weiße Farben der Bourbonen auswechselten. Ludwig XVIII. wurde unverzüglich zum König ausgerufen. Wellington erkannte, dass in Bordeaux keine große Besatzung erforderlich sein würde, und befahl Beresford, die Franzosen nach Toulouse zu verfolgen. Es blieben lediglich 5000 Mann in Bordeaux zurück.
Soult wandte sich nach Toulouse, um sich dort mit der Armee von Marschall Suchet zusammenzuschließen, der aus Katalonien kam.
Einen Monat später fand die Schlacht bei Toulouse als letzte Schlacht vor der ersten Abdankung Napoleons statt.

## Schlachtordnungen
| Infanterie                                                                                |                                                                         |                                               |           |
| 2nd Division William Stewart                                                              | 2nd Division William Stewart                                            | 7780 Mann                                     | 7780 Mann |
| Brigade Major-General Edward Barnes                                                       | Brigade Major-General Edward Barnes                                     | 2013 Mann                                     | 2013 Mann |
| 50th (West Kent) Regiment of Foot - Lt-Colonel John Bacon Harrison                        | (50. Infanterieregiment)                                                | 1 Bataillon                                   |           |
| 71st (Highland) Regiment of Foot (Light Infantry)                                         | (71. Infanterieregiment)                                                | 1 Bataillon                                   |           |
| 92nd (Gay Gordon’s) Regiment of Foot - Lt-Colonel John Cameron                            | (92. Infanterieregiment)                                                | 1 Bataillon                                   |           |
| 60th Regiment of Foot (Rifles)                                                            | (60. Infanterieregiment)                                                | 1 Kompanie des 5. Bataillons                  |           |
| Brigade Major-General John Byng                                                           | Brigade Major-General John Byng                                         | 1805 Mann                                     | 1805 Mann |
| 3rd (the East Kent) Regiment of Foot (The Buffs) - Major Henry Roberts                    | (3. Infanterieregiment)                                                 | 1 Bataillon                                   |           |
| 57th (West Middlesex) Regiment of Foot                                                    | (57. Infanterieregiment)                                                | 1 Bataillon                                   |           |
| 1st provisional Regiment - Lt-Colonel Alexander Leith (1. provisorisches Regiment)        |                                                                         |                                               |           |
| 31st (Huntingdonshire) Regiment of Foot                                                   | (31. Infanterieregiment)                                                | 2 Bataillone                                  |           |
| 66th (Berkshire) Regiment of Foot - Lt-Colonel Daniel Dodgin                              | (66. Infanterieregiment)                                                | 2 Bataillone                                  |           |
| 60th Regiment of Foot (Rifles) - ?                                                        | (60. Infanterieregiment)                                                | 1 Kompanie des 5. Bataillons                  |           |
| Brigade Colonel Harding                                                                   | Brigade Colonel Harding                                                 | 2298 Mann                                     | 2298 Mann |
| Regimento de Infantaria n.°6                                                              | 6. portugiesisches Infanterieregiment - Lt-Colonel Maxwell Grant        |                                               |           |
| Regimento de Infantaria n.°18                                                             | 18. portugiesisches Infanterieregiment - Lt-Colonel Henry Pynn          |                                               |           |
| Batalhão de Caçadores n.°6                                                                | 6. portugiesisches Jägerbataillon                                       |                                               |           |
| Brigade Colonel Robert O’Callaghan                                                        | Brigade Colonel Robert O’Callaghan                                      | 1664 Mann                                     | 1664 Mann |
| 28th (North Gloucestershire) Regiment of Foot - Major Edward Mullens                      | (28. Infanterieregiment)                                                | 1 Bataillon                                   |           |
| 34th (Cumberland) Regiment of Foot - Lt-Colonel Henry Worsley                             | (34. Infanterieregiment)                                                | 2 Bataillone                                  |           |
| 39th (Dorsetshire) Regiment of Foot - Lt-Colonel Charles Bruce                            | (39. Infanterieregiment)                                                | 1 Bataillon                                   |           |
| 60th Regiment of Foot (Rifles)                                                            | (60. Infanterieregiment)                                                | 1 Kompanie des 5. Bataillons                  |           |
| 3rd Division Thomas Picton                                                                | 3rd Division Thomas Picton                                              | 6626 Mann                                     | 6626 Mann |
| Brigade Major-General Thomas Macdougall Brisbane                                          | Brigade Major-General Thomas Macdougall Brisbane                        | 2491 Mann                                     | 2491 Mann |
| 45th (Nottinghamshire) Regiment of Foot - Lt-Colonel Thomas Forbes                        | (45. Infanterieregiment)                                                | 1 Bataillon                                   |           |
| 60th Regiment of Foot (Rifles) (Royal American) - Major John Galiffe                      | (60. Infanterieregiment)                                                | Stab und 3 Kompanien                          |           |
| 74th Regiment of Foot - Lt-Colonel Russell Manners                                        | (74. Infanterieregiment)                                                |                                               |           |
| 88th Regiment of Foot (Connaught Rangers) - Colonel John Taylor                           | (88. Infanterieregiment)                                                | 1 Bataillon                                   |           |
| Brigade Colonel John Keane                                                                | Brigade Colonel John Keane                                              | 2006 Mann                                     | 2006 Mann |
| 5th Regiment of Foot - Lt-Colonel Charles Pratt                                           | (5. Infanterieregiment)                                                 | 1 Bataillon                                   |           |
| 83rd Regiment of Foot (Fitch’s Grenadiers) - Lt-Colonel Henry William Carr                | (83. Infanterieregiment)                                                | 2 Bataillone                                  |           |
| 87th (Prince of Wales’s Own Irish) Regiment of Foot - Major Henry Bright                  | (87. Infanterieregiment)                                                | 2 Bataillone                                  |           |
| 94th Regiment of Foot - Captain Thomas Laing                                              | (94. Infanterieregiment)                                                | ?                                             |           |
| Brigade Major-General Manley Power                                                        | Brigade Major-General Manley Power                                      | 2129 Mann                                     | 2129 Mann |
| Regimento de Infantaria n.°9                                                              | 9. portugiesisches Infanterieregiment - ?                               |                                               |           |
| Regimento de Infantaria n.°21                                                             | 21. portugiesisches Infanterieregiment - Lt-Colonel Walter Birmingham   |                                               |           |
| Batalhão de Caçadores n.°11                                                               | 11. portugiesisches Jägerbataillon - Captain Charles Kilshaw († Orthez) |                                               |           |
| 4th Division Galbraith Lowry Cole                                                         | 4th Division Galbraith Lowry Cole                                       | 5852 Mann                                     | 5852 Mann |
| Brigade Major-General William Anson                                                       | Brigade Major-General William Anson                                     | 1814 Mann                                     | 1814 Mann |
| 27th (Inniskilling) Regiment of Foot - Lt-Colonel John Maclean                            | (27. Infanterieregiment)                                                | 3 Bataillone                                  |           |
| 40th (2nd Somersetshire) Regiment of Foot - Lt-Colonel Henry Thornton                     | (40. Infanterieregiment)                                                | 1 Bataillon                                   |           |
| 48th (Northamptonshire) Regiment of Foot - Major Thomas Bell                              | (48. Infanterieregiment)                                                | 1 Bataillon                                   |           |
| Brigade Major-General Robert Ross                                                         | Brigade Major-General Robert Ross                                       | 1753 Mann                                     | 1753 Mann |
| 7th Regiment of Foot (Royal Fuzileers) - Major Samuel Benjamin Auchmuty                   | (7. Infanterieregiment)                                                 | 1 Bataillon                                   |           |
| 20th (East Devon) Regiment of Foot - Major James Bent                                     | (20. Infanterieregiment)                                                | 1 Bataillon                                   |           |
| 23rd Regiment of Foot (Royal Welsh Fuzileers) - Lt-Colonel Henry Walton Ellis             | (23. Infanterieregiment)                                                | 1 Bataillon + 1 Kompanie der „Brunswick-Oels“ |           |
| Brigade Colonel Vasconcellos                                                              | Brigade Colonel Vasconcellos                                            | 2385 Mann                                     | 2385 Mann |
| Regimento de Infantaria n.°11                                                             | 11. portugiesisches Infanterieregiment - Lt-Colonel Alexander Anderson  |                                               |           |
| Regimento de Infantaria n.°23                                                             | 23. portugiesisches Infanterieregiment - ?                              |                                               |           |
| Batalhão de Caçadores n.°7                                                                | 7. portugiesisches Jägerbataillon - Major John Scott Lillie             |                                               |           |
| 6th Division Henry Clinton                                                                | 6th Division Henry Clinton                                              | 5521 Mann                                     | 5521 Mann |
| Brigade Major-General Denis Pack                                                          | Brigade Major-General Denis Pack                                        | 1415 Mann                                     | 1415 Mann |
| 42nd (Royal Highland) Regiment of Foot, The Black Watch - Lt-Colonel Robert MacCara       | (42. Infanterieregiment)                                                | 1 Bataillon                                   |           |
| 91st (Argyllshire Highlanders) Regiment of Foot - Lt-Colonel William Douglas              | (91. Infanterieregiment)                                                | 1 Bataillon                                   |           |
| 60th Regiment of Foot (Rifles)                                                            | (60. Infanterieregiment)                                                | 1 Kompanie des 5. Bataillons                  |           |
| Brigade Major-General John Lambert                                                        | Brigade Major-General John Lambert                                      | 2300 Mann                                     | 2300 Mann |
| 11th (North Devonshire) Regiment of Foot - Lt-Colonel George Cuyler                       | (11. Infanterieregiment)                                                | 1 Bataillon                                   |           |
| 32nd (Cornwall) Regiment of Foot - Lt-Colonel John Hicks                                  | (32. Infanterieregiment)                                                | 1 Bataillon                                   |           |
| 36th (Herefordshire) Regiment of Foot - Lt-Colonel William Cross                          | (36. Infanterieregiment)                                                | 1 Bataillon                                   |           |
| 61st (South Gloucestershire) Regiment of Foot - Lt-Colonel James Robert Coghlan           | (61. Infanterieregiment)                                                | 1 Bataillon                                   |           |
| Brigade Colonel James Douglas                                                             | Brigade Colonel James Douglas                                           | 1856 Mann                                     | 1856 Mann |
| 11th (North Devonshire) Regiment of Foot - Lt-Colonel George Cuyler                       | (11. Infanterieregiment)                                                | 1 Bataillon                                   |           |
| Regimento de Infantaria n.°8                                                              | 8. portugiesisches Infanterieregiment - ?                               |                                               |           |
| Regimento de Infantaria n.°12                                                             | 12. portugiesisches Infanterieregiment - ?                              |                                               |           |
| Batalhão de Caçadores n.°9                                                                | 9. portugiesisches Jägerbataillon - ?                                   |                                               |           |
| 6th Division George Townsend Walker                                                       | 6th Division George Townsend Walker                                     | 5643 Mann                                     | 5643 Mann |
| Brigade Lt-Colonel John Gardiner                                                          | Brigade Lt-Colonel John Gardiner                                        | 1865 Mann                                     | 1865 Mann |
| 6th (1st Warwickshire) Regiment of Foot - Captain Hugh Maurice Scott                      | (6. Infanterieregiment)                                                 | 1 Bataillon                                   |           |
| 3rd provisional Regiment - Lt-Colonel Francis Campbell (3. provisorisches Regiment)       |                                                                         |                                               |           |
| 24th (2nd Warwickshire) Regiment of Foot                                                  | (24. Infanterieregiment)                                                | 2 Bataillone                                  |           |
| 58th (Rutlandshire) Regiment of Foot                                                      | (58. Infanterieregiment)                                                | 2 Bataillone                                  |           |
| Regiment „Brunswick-Oels“                                                                 | Lt-Colonel Friedrich von Hertzberg                                      | Regimentsstab                                 |           |
| Brigade Major-General William Inglis                                                      | Brigade Major-General William Inglis                                    | 1420 Mann                                     | 1420 Mann |
| 68th Regiment of Foot (Durham Light Infantry) – Lt-Colonel William Johnston               | (68. Infanterieregiment)                                                |                                               |           |
| 82nd Regiment of Foot (Prince of Wales’s Volunteers) – Major Charles Edward Conyers       | (82. Infanterieregiment)                                                | 1 Bataillon                                   |           |
| Britannian Rifles - Lt-Colonel Alexis de Hautoy                                           | Britische Jäger                                                         |                                               |           |
| Brigade Colonel Colonel Doyle                                                             | Brigade Colonel Colonel Doyle                                           | 2358 Mann                                     | 2358 Mann |
| 11th (North Devonshire) Regiment of Foot - Lt-Colonel George Cuyler                       | (11. Infanterieregiment)                                                | 1 Bataillon                                   |           |
| Regimento de Infantaria n.°7                                                              | 7. portugiesisches Infanterieregiment - ?                               |                                               |           |
| Regimento de Infantaria n.°19                                                             | 19. portugiesisches Infanterieregiment - ?                              |                                               |           |
| Batalhão de Caçadores n.°2                                                                | 2. portugiesisches Jägerbataillon - Lt-Colonel George Henry Zulke       |                                               |           |
| Light Division Charles, Baron Alten                                                       | Light Division Charles, Baron Alten                                     | 3480 Mann                                     | 3480 Mann |
| Brigade Major-General James Kempt                                                         | Brigade Major-General James Kempt                                       | 2013 Mann                                     | 2013 Mann |
| 95th Regiment of Foot (Rifles)- Colonel Hamlet Wade                                       | (95. Infanterieregiment)                                                | 3 Bataillone                                  |           |
| Batalhão de Caçadores n.°1                                                                | 1. portugiesisches Jägerbataillon - Lt-Colonel Kenneth Snodgrass        |                                               |           |
| Colonel Andrew Francis Barnard                                                            | Colonel Andrew Francis Barnard                                          | 2013 Mann                                     | 2013 Mann |
| 52nd Regiment of Foot (Oxfordshire Light Infantry)- Lt-Colonel John Colborne              | (52. Infanterieregiment)                                                | 1 Bataillon                                   |           |
| 95th Regiment of Foot (Rifles)- Colonel Hamlet Wade                                       | (95. Infanterieregiment)                                                | 2 Bataillone                                  |           |
| Regimento de Infantaria n.°17                                                             | 17. portugiesisches Infanterieregiment - Lt-Colonel John Rolt           |                                               |           |
| Batalhão de Caçadores n.°3                                                                | 3. portugiesisches Jägerbataillon - ?                                   |                                               |           |
| Portugiesische Division Le Cor                                                            | Portugiesische Division Le Cor                                          | 4465 Mann                                     | 4465 Mann |
| Brigade Brigadier-General Buchan                                                          | Brigade Brigadier-General Buchan                                        | 2356 Mann                                     | 2356 Mann |
| Regimento de Infantaria n.°4                                                              | 4. portugiesisches Infanterieregiment - ?                               |                                               |           |
| Regimento de Infantaria n.°10                                                             | 10. portugiesisches Infanterieregiment - ?                              |                                               |           |
| Batalhão de Caçadores n.°10                                                               | 10. portugiesisches Jägerbataillon - ?                                  |                                               |           |
| Brigade Brigadier-General Da Costa                                                        | Brigade Brigadier-General Da Costa                                      | 2109 Mann                                     | 2109 Mann |
| Regimento de Infantaria n.°2                                                              | 2. portugiesisches Infanterieregiment - ?                               |                                               |           |
| Regimento de Infantaria n.°14                                                             | 14. portugiesisches Infanterieregiment - ?                              |                                               |           |
| Kavallerie                                                                                |                                                                         |                                               |           |
| Kavalleriecorps Stapleton Cotton                                                          | Kavalleriecorps Stapleton Cotton                                        | 3373 Mann                                     | 3373 Mann |
| Brigade Major-General Henry Fane                                                          | Brigade Major-General Henry Fane                                        | 765 Mann                                      | 765 Mann  |
| 13th Regiment of Light Dragoons - Lt-Colonel Patrick Doherty                              | (13. leichtes Dragonerregiment)                                         |                                               |           |
| 14th Regiment of Light Dragoons - Robert Bathurst Hervey                                  | (14. leichtes Dragonerregiment)                                         |                                               |           |
| Richard Hussey Vivian                                                                     | Richard Hussey Vivian                                                   | 989 Mann                                      | 989 Mann  |
| 18th (King’s Irish) Regiment of Hussars - Major James Hughes                              | (18. Husarenregiment)                                                   |                                               |           |
| 1st Regiment of Hussars (King George’s Lancers) - Major Philip                            | (1. Husarenregiment der King’s German Legion)                           |                                               |           |
| Brigade Major-General Lord Edward Somerset                                                | Brigade Major-General Lord Edward Somerset                              | 1619 Mann                                     | 1619 Mann |
| 7th (The Queen’s Own) Regiment of Hussars - Colonel Edward Kerrison                       | (7. Husarenregiment)                                                    |                                               |           |
| 10th (Prince of Wales’s Own) Royal Regiment of Hussars - Lt-Colonel George Edward Quentin | (10. Husarenregiment)                                                   |                                               |           |
| 15th (The King’s) Regiment of Hussars - Major Edwin Griffith                              | (15. Husarenregiment)                                                   |                                               |           |
| Artillerie                                                                                |                                                                         |                                               |           |
| Artilleriecorps Lieutenant-Colonel A. Dickson                                             | Artilleriecorps Lieutenant-Colonel A. Dickson                           | 1162 Mann                                     | 1162 Mann |
| Royal Horse Artillery                                                                     |                                                                         |                                               |           |
| Troop A (Chesnut Troop - Light Division) - Lieutenant-Colonel A. S. Frazer                |                                                                         | 5 Geschütze                                   |           |
| Troop ? - Lt-Colonel H. D. Ross - (Major George Jenkinson (Commandant))                   |                                                                         | 5 Geschütze                                   |           |
| Troop D (Brigade Fane) - Capitaine George Bean                                            |                                                                         | 5 Geschütze                                   |           |
| Troop E (Brigade Somerset) - Major Robert William Gardiner                                |                                                                         | 5 Geschütze                                   |           |
| Field Artillery                                                                           |                                                                         |                                               |           |
| Brigade von Captain Stewart Maxwell (2. Div.)                                             |                                                                         | 5 Geschütze                                   |           |
| Brigade von Captain George Turner (3. Div.)                                               |                                                                         | 5 Geschütze                                   |           |
| Brigade von Captain John Michell (6. Div.)                                                |                                                                         | 5 Geschütze                                   |           |
| Brigade Major Frederick Sympher (4. Div.)                                                 | Artillerie der King’s German Legion                                     | 5 Geschütze (Captain Lewis Daniel)            |           |
| Brigade von Major Cunha                                                                   |                                                                         | 5 Geschütze                                   |           |
| Congreve rockets - Captain Lane                                                           |                                                                         | Raketeneinheit                                |           |
| Gebirgsartillerie                                                                         |                                                                         | 1 Brigade zu 8 Geschützen                     |           |
| Pioniere                                                                                  |                                                                         |                                               |           |
| Royal Engineers & Royal Miners                                                            |                                                                         | jeweils die 5. 6. 7. und 8. Kompanie          |           |
| Munitionsversorgung                                                                       |                                                                         |                                               |           |
| 1. Artilleriemunition-Nachschubdivision - Captain T. Hutchesson                           |                                                                         | (Royal Artillery)                             |           |
| 2. Artilleriemunition-Nachschubdivision - Captain Cleve                                   |                                                                         | (Royal German Artillery)                      |           |
| 3. Artilleriemunition-Nachschubdivision - Captain W. Bentham                              |                                                                         | (Royal Artillery)                             |           |
| 4. Artilleriemunition-Nachschubdivision - Captain Thompson                                |                                                                         | (Royal Artillery)                             |           |
| 1. Gewehrmunition-Nachschubdivision - Lieutenant Preusser                                 |                                                                         | (Royal German Artillery)                      |           |
| 2. Gewehrmunition-Nachschubdivision - Captain P. Faddy                                    |                                                                         | (Royal Artillery)                             |           |

| Rechter Flügel (Général Reille)                                           | Rechter Flügel (Général Reille)                | 9155 Mann                                   | 9155 Mann  |
| 4e division (Général Taupin)                                              |                                                |                                             |            |
| Brigade Rey                                                               |                                                |                                             |            |
| 12e régiment d’infanterie légère                                          | (12. leichtes Infanterieregiment)              | 2 Bataillone                                |            |
| 32e régiment d’infanterie de ligne                                        | (32. Linieninfanterieregiment)                 | 2 Bataillone                                |            |
| 43e régiment d’infanterie de ligne                                        | (43. Linieninfanterieregiment)                 | 2 Bataillone                                |            |
| Brigade Béchaud                                                           |                                                |                                             |            |
| 47e régiment d’infanterie de ligne                                        | (47. Linieninfanterieregiment)                 | 1 Bataillon                                 |            |
| 55e régiment d’infanterie de ligne                                        | (55. Linieninfanterieregiment)                 | 1 Bataillon                                 |            |
| 57e régiment d’infanterie de ligne                                        | (57. Linieninfanterieregiment)                 | 1 Bataillon                                 |            |
| 58e régiment d’infanterie de ligne                                        | (58. Linieninfanterieregiment)                 | 1 Bataillon                                 |            |
| 5e division (Général Marinsin)                                            |                                                |                                             |            |
| Brigade Barbot                                                            |                                                |                                             |            |
| 4e régiment d’infanterie légère                                           | (4. leichtes Infanterieregiment)               | 1 Bataillon                                 |            |
| 34e régiment d’infanterie de ligne                                        | (34. Linieninfanterieregiment)                 | 1 Bataillon                                 |            |
| 40e régiment d’infanterie de ligne                                        | (40. Linieninfanterieregiment)                 | 2 Bataillone                                |            |
| Brigade Rouget                                                            |                                                |                                             |            |
| 27e régiment d’infanterie de ligne                                        | (27. Linieninfanterieregiment)                 | 1 Bataillon                                 |            |
| 50e régiment d’infanterie de ligne                                        | (50. Linieninfanterieregiment)                 | 1 Bataillon                                 |            |
| 59e régiment d’infanterie de ligne                                        | (59. Linieninfanterieregiment)                 |                                             |            |
| 9e division (Général Paris)                                               |                                                |                                             |            |
| Brigade Gasquet                                                           |                                                |                                             |            |
| 45e régiment d’infanterie de ligne                                        | (45. Linieninfanterieregiment)                 | 1 Bataillon                                 |            |
| 81e régiment d’infanterie de ligne                                        | (81. Linieninfanterieregiment)                 | 1 Bataillon                                 |            |
| Brigade Lebondidier                                                       |                                                |                                             |            |
| 10e régiment d’infanterie de ligne                                        | (10. Linieninfanterieregiment)                 | 2 Bataillone                                |            |
| : 8e régiment d’infanterie neapolitaine de ligne                          | (8. Neapolitanisches Linieninfanterieregiment) | 1 Bataillon                                 |            |
| Kavallerie                                                                |                                                |                                             |            |
| 21e régiment de chasseurs à cheval                                        | (21. Regiment Jäger zu Pferde)                 | 2 Escadrons                                 |            |
| Artillerie                                                                |                                                |                                             |            |
| 24 Geschütze                                                              |                                                |                                             |            |
| Zentrum (Général Drouet d’Erlon)                                          | Zentrum (Général Drouet d’Erlon)               | 8.891 Mann                                  | 8.891 Mann |
| 2e division (Général Darmagnac)                                           |                                                |                                             |            |
| Brigade Gruardet                                                          |                                                |                                             |            |
| 1er régiment d’infanterie légère                                          | (1. leichtes Infanterieregiment)               | 2 Bataillone                                |            |
| 51e régiment d’infanterie de ligne                                        | (51. Linieninfanterieregiment)                 | 1 Bataillon                                 |            |
| 75e régiment d’infanterie de ligne                                        | (75. Linieninfanterieregiment)                 | 2 Bataillone                                |            |
| Brigade Menne                                                             |                                                |                                             |            |
| 118e régiment d’infanterie de ligne                                       | (118. Linieninfanterieregiment)                | 3 Bataillone                                |            |
| 120e régiment d’infanterie de ligne                                       | (120. Linieninfanterieregiment)                | 3 Bataillone                                |            |
| 1er division (Général Foy)                                                |                                                |                                             |            |
| Brigade Fririon                                                           |                                                |                                             |            |
| 6er régiment d’infanterie légère                                          | (6. leichtes Infanterieregiment)               | 2 Bataillone                                |            |
| 69e régiment d’infanterie de ligne                                        | (69. Linieninfanterieregiment)                 | 1 Bataillon                                 |            |
| 76e régiment d’infanterie de ligne                                        | (76. Linieninfanterieregiment)                 | 1 Bataillon                                 |            |
| Brigade Berlier                                                           |                                                |                                             |            |
| 36e régiment d’infanterie de ligne                                        | (36. Linieninfanterieregiment)                 | 2 Bataillone                                |            |
| 39e régiment d’infanterie de ligne                                        | (39. Linieninfanterieregiment)                 | 1 Bataillon                                 |            |
| 65e régiment d’infanterie de ligne                                        | (65. Linieninfanterieregiment)                 | 2 Bataillone                                |            |
| Kavallerie                                                                |                                                |                                             |            |
| 15e régiment de chasseurs à cheval                                        | (15. Regiment Jäger zu Pferde)                 | 2 Escadrons                                 |            |
| Artillerie                                                                |                                                |                                             |            |
| 16 Geschütze                                                              |                                                |                                             |            |
| Linker Flügel Général Clauzel                                             | Linker Flügel Général Clauzel                  | 5084 Mann                                   | 5084 Mann  |
| 8e division Général Harispe                                               |                                                |                                             |            |
| Brigade Dauture                                                           |                                                |                                             |            |
| 9e régiment d’infanterie légère                                           | (9. leichtes Infanterieregiment)               | 2 Bataillone                                |            |
| 34e régiment d’infanterie légère                                          | (34. leichtes Infanterieregiment)              | 2 Bataillone                                |            |
| 115e régiment d’infanterie de ligne                                       | (115. Linieninfanterieregiment)                | 2 Bataillone                                |            |
| Brigade Baurot                                                            |                                                |                                             |            |
| 25er régiment d’infanterie légère                                         | (25. leichtes Infanterieregiment)              | 2 Bataillone                                |            |
| 116e régiment d’infanterie de ligne                                       | (116. Linieninfanterieregiment)                | 1 Bataillon                                 |            |
| 117e régiment d’infanterie de ligne                                       | (117. Linieninfanterieregiment)                | 1 Bataillon                                 |            |
| Garde nationale du Colonel Lalanne                                        | (Nationalgardeabteilung unter Colonel Lalanne) |                                             |            |
| Chasseurs-éclaireurs basques                                              | (Baskische Aufklärer/Erkunder)                 |                                             |            |
| Chasseurs-éclaireurs béarnais                                             | (Aufklärer/Erkunder aus dem Béarn)             |                                             |            |
| Garde Nationale des Basses-Pyrénées                                       | Nationalgarde aus den unteren Pyrenäen         | 1 Bataillon                                 |            |
| 6e division Général Villatte                                              |                                                |                                             |            |
| Brigade Saint-Pol                                                         |                                                |                                             |            |
| 21er régiment d’infanterie légère                                         | (21. leichtes Infanterieregiment)              | 1 Bataillon                                 |            |
| 86e régiment d’infanterie de ligne                                        | (86. Linieninfanterieregiment)                 | 1 Bataillon                                 |            |
| 96e régiment d’infanterie de ligne                                        | (96. Linieninfanterieregiment)                 | 1 Bataillon                                 |            |
| 100e régiment d’infanterie de ligne                                       | (100. Linieninfanterieregiment)                | 1 Bataillon                                 |            |
| Brigade Lamorendière                                                      |                                                |                                             |            |
| 28er régiment d’infanterie légère                                         | (28. leichtes Infanterieregiment)              | 1 Bataillon                                 |            |
| 103e régiment d’infanterie de ligne                                       | (103. Linieninfanterieregiment)                | 1 Bataillon                                 |            |
| 119e régiment d’infanterie de ligne (119. Linieninfanterieregiment)       | 2 Bataillone                                   |                                             |            |
| Artillerie                                                                | Artillerie                                     | 16 Geschütze                                |            |
| Gros der Kavallerie, Artillerie und sonstige Truppenteile                 |                                                |                                             |            |
| Schwere Kavallerie unter dem Kommando von Général Soult                   |                                                |                                             |            |
| Division Soult                                                            |                                                |                                             |            |
| Brigade Berton zum Schutz der Route nationale 117 (Orthez-Pau) abgeordnet |                                                |                                             |            |
| 2e régiment de hussards                                                   | (2. Husarenregiment)                           | 2 Escadrons                                 |            |
| 13e régiment de chasseurs à cheval                                        | (13. Regiment Jäger zu Pferde)                 | 3 Escadrons                                 |            |
| Brigade Vial                                                              |                                                |                                             |            |
| 5e régiment de chasseurs à cheval                                         | (5. Regiment Jäger zu Pferde)                  | 2 Escadrons                                 |            |
| 10e régiment de chasseurs à cheval                                        | (10. Regiment Jäger zu Pferde)                 | 2½ Escadrons                                |            |
| 22e régiment de chasseurs à cheval                                        | (22. Regiment Jäger zu Pferde)                 | 2 Escadrons                                 |            |
| 22e régiment de chasseurs à cheval                                        | (22. Regiment Jäger zu Pferde)                 | 3 Escadrons zum Schutz von Pau abgeordnet   |            |
| Artillerie unter dem Kommando von Général Tirlet                          |                                                |                                             |            |
| 1er régiment d'artillerie à pied                                          | (1. Fußartillerieregiment)                     | 1 Détachement                               |            |
| 3e régiment d'artillerie à pied                                           | (3. Fußartillerieregiment)                     | 2 Kompanien+ 3 Détachements                 |            |
| 3e régiment d'artillerie à pied                                           | (3. Fußartillerieregiment)                     | 1 Kompanie abgeordnet nach Aire-sur-l’Adour |            |
| 6e régiment d'artillerie à pied                                           | (6. Fußartillerieregiment)                     | 1 Kompanie                                  |            |
| 7e régiment d'artillerie à pied                                           | (7. Fußartillerieregiment)                     | 1 Kompanie                                  |            |
| Sonstige Truppenteile                                                     |                                                |                                             |            |
| Pioniere                                                                  |                                                | 3 Bataillone                                |            |
| Gendarmerie                                                               | Detachement unter Général Buquet               | 207 Mann                                    |            |
| Marine                                                                    | Marine                                         | Adour-Flottille                             |            |

## Alliierte Verbände
Die Anzahl der Kombattanten in den einzelnen Einheiten der Alliierten wurden von dem britischen Historiker Sir Charles Oman recherchiert.
- Infanterie:

7 Infanteriedivisionen (davon eine portugiesische Division)
58 namentlich aufgeführte Regimenter mit zusammen ungefähr 60 Bataillonen
- Kavallerie

1 Kavalleriedivision
7 Regimenter
Insgesamt etwa 43.300 Kombattanten